# ناحیه بلاد الروس
ناحیهٔ بلاد الروس (به عربی: مدیریة بلاد الروس) یک ناحیه در یمن است که در استان صنعا واقع شده‌است. ناحیهٔ بلاد الروس ۳۱٬۲۵۹ نفر جمعیت دارد.